# Jagdgeschwader 104
Jagdgeschwader 104 (dobesedno slovensko: Lovski polk 104; kratica JG 104) je bil lovski letalski polk (Geschwader) v sestavi nemške Luftwaffe med drugo svetovno vojno; to je bila šolska enota za učenje novih pilotov.

## Organizacija
- štab
- I. skupina
- II. skupina

## Vodstvo polka
Poveljniki polka (Geschwaderkommodore)
- Major Max Trübenbach: januar 1943
- Oberstleutnant Alfred Müller: 1. september 1943
- Major Reinhard Seiler: avgust 1944